# Чвеле
Чвеле (груз. ჭველე) — село в Грузії.
За даними перепису населення 2014 року в селі проживає 412 осіб.